# 사랑과 우연의 장난

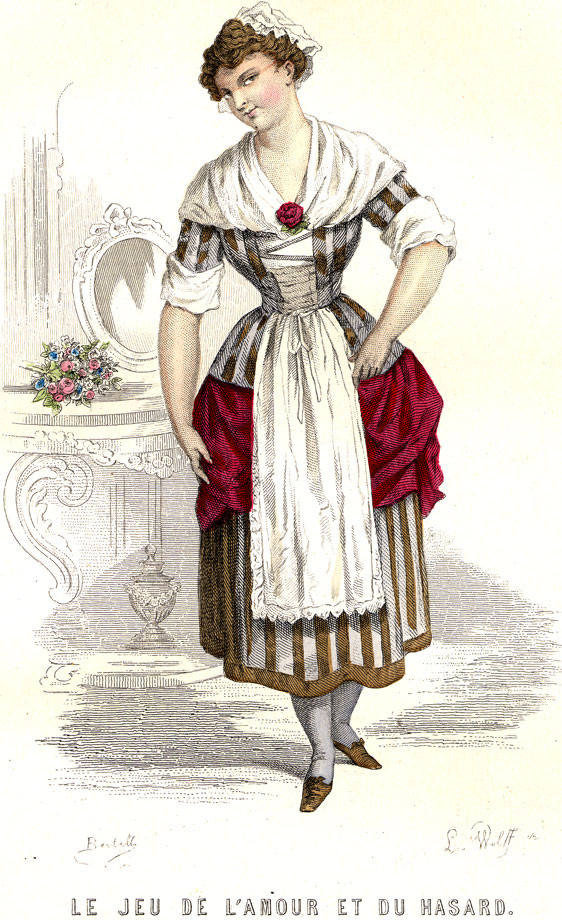

《사랑과 우연의 장난》(프랑스어: Le Jeu de l'amour et du hasard, 영어: The Game of Love and Chance)은 피에르 드 마리보의 3막 산문 희극이다. Comédie-Italienne에 의해 1730년 1월 23일 처음 공연되었다.
귀족의 영양(令孃) 실비아와 그 구혼자 드랑토가 만선의 자리에서 서로 상대를 잘 관찰하기 위하여 각각 시녀와 시동(侍童)으로 변장한 때문에 여러 가지 우스꽝스러운 차질이 생겼으나 결국 경사스럽게 결합한다. 줄거리는 부자연스럽지만 남녀간의, 특히 여성의 미묘한 연애심리가 마리보다주라 일컬어지는 세련된 대사로 멋있게 표현되어 있다.